# 格拉斯哥桥 (格拉斯哥)

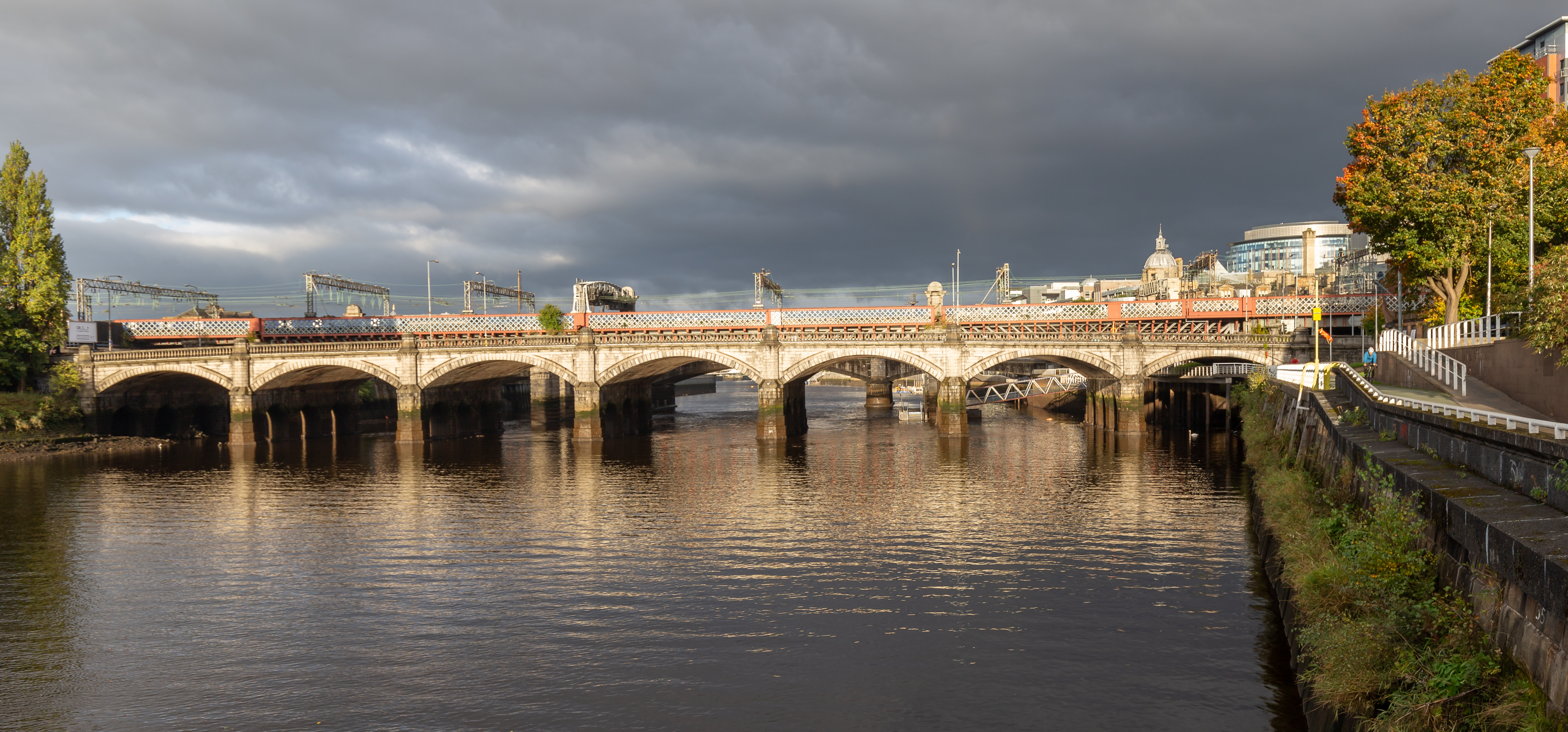
格拉斯哥桥

格拉斯哥桥（英語：Glasgow Bridge）是格拉斯哥市中心的一座跨越克萊德河的桥梁，位于格拉斯哥中央車站附近，承载牙买加街（Jamaica Street），因此又称为牙买加桥。 